# Bad Wilhelmshöhe

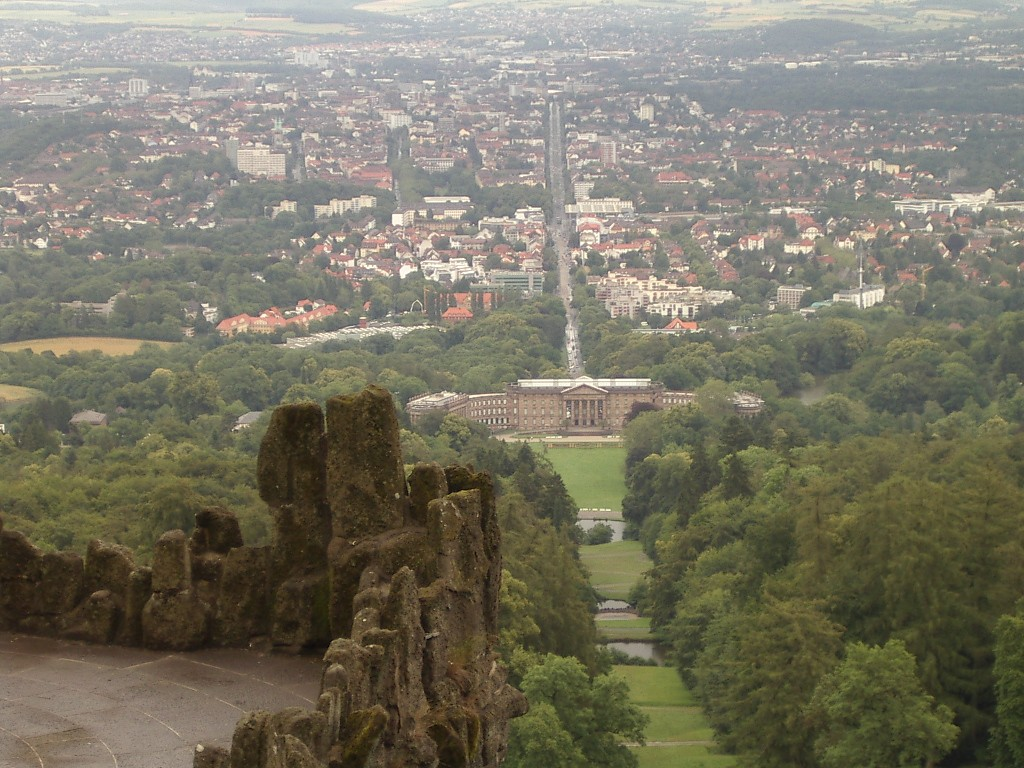
Panoramablick auf Bad Wilhelmshöhe vom Herkules

Bad Wilhelmshöhe (bis 2002 Wilhelmshöhe, auch Kassel-Wilhelmshöhe genannt) ist seit dem 1. Juli 1906 ein Stadtteil der nordhessischen Stadt Kassel. Seit 2002 ist der Stadtteil ein staatlich anerkanntes Heilbad und Kneippheilbad.
International bekannt ist Bad Wilhelmshöhe vor allem durch den im Habichtswald liegenden Bergpark Wilhelmshöhe, in dem die Kasseler Wasserspiele stattfinden, und seinen besonderen Charme, als Badeort ein Teil der Großstadt Kassel zu sein.

## Geographie

### Lage
Bad Wilhelmshöhe befindet sich im Westen des nordhessischen Kassel am Fuße des Habichtswalds. Es gilt als ein bevorzugtes Wohnquartier. Im Nordwesten und Norden grenzt es an die zu Harleshausen gehörenden Gemarkungen und im Nordosten an Kirchditmold. Östlich des Bahnhofs Kassel-Wilhelmshöhe liegen die Stadtteile Vorderer Westen, Wehlheiden, weiter im Süden Süsterfeld-Helleböhn und Brasselsberg.

### Ortsbild
Der größte Teil des Stadtteils Wilhelmshöhe wird von weitläufigen und bewaldeten Flächen des Hohen Habichtswaldes eingenommen; somit hat Bad Wilhelmshöhe einen Anteil am Naturpark Habichtswald, in dem sich der Bergpark Wilhelmshöhe befindet. Der eigentliche (östliche) Teil des Kasseler Stadtteils ist zumeist dicht bebaut. Der ursprüngliche und historische Ortsbezirk Wahlershausen bzw. des Rammelsbergs ist von dörflicher Bebauung und altem Fachwerk geprägt, dazwischen gibt es Wiesen- und Ackerflächen. Die Drusel durchfließt unterhalb des Straßenbahndepots den Stadtteil, bis sie am Bundessozialgericht verrohrt. Auf der südlichen Seite der Wilhelmshöher Allee, die einst, der Anlage der Berliner Residenz gleichend, Stadt- und Parkschloss miteinander verband, befinden sich die gründerzeitlichen Quartiere mit mondänen Vorgärten und teils noch prunkvollen eklektizistischen Ausprägungen entlang der Landgraf-Karl-Straße.
Die höchste Erhebung des zu Bad Wilhelmshöhe gehörenden Gebiets stellt das bewaldete Hohe Gras (614,8 m ü. NN) im Hohen Habichtswald dar.

### Nachbargemeinden
An der äußersten Westgrenze des zu Bad Wilhelmshöhe gehörenden Gebiets grenzt der Stadtteil innerhalb des Habichtswalds etwa zwischen dem Hohen Gras und der Gaststätte Zum Silbersee an das Gemeindegebiet von Habichtswald, zu dem die Gaststätte gehört, wobei sich die Grenze unmittelbar an der Gaststätte befindet. Zwischen dem Hohen Gras und dem Berg Kleiner Herbsthaus stößt es an Schauenburg, das südlich der Gemeinde Habichtswald liegt.

## Politik

### Ortsbeiratswahl
Die Wahlbeteiligung bei der Ortsbeiratswahl 2021 lag bei 56,7 %.
| Ortsbeiratswahl Bad Wilhelmshöhe 2021Wahlbeteiligung: 56,7 % 403020100 36,6 %21,6 %19,7 %9,7 %8,7 %3,7 % GrüneCDUSPDLinkeFDPFWGewinne und Verlusteim Vergleich zu 2016 %p 10 8 6 4 2 0 −2 −4 −6 −8+2,4 %p−6,5 %p−6,0 %p+9,7 %p−3,3 %p+3,7 %pGrüneCDUSPDLinkeFDPFW | Sitzverteilung im Ortsbeirat Bad Wilhelmshöhe 2021Insgesamt 11 Sitze - Linke: 1 - SPD: 2 - Grüne: 4 - FW: 1 - FDP: 1 - CDU: 2 |

### Wahlen im Stadtteil
| Jahr | Wahl                        | Wbt.  | CDU  | Grüne | SPD  | Linke | AfD | FDP  | BSW | FW  | Pro Hab | Sonst. |
| ---- | --------------------------- | ----- | ---- | ----- | ---- | ----- | --- | ---- | --- | --- | ------- | ------ |
| 2025 | Bundestagswahl              | 87,0  | 24,7 | 24,5  | 18,6 | 12,5  | 7,7 | 5,4  | 4,0 | 0,5 | —       | 2,2    |
| 2024 | Europawahl                  | 73,0  | 22,4 | 26,4  | 16,2 | 4,5   | 6,1 | 6,6  | 5,0 | 0,9 | —       | 11,9   |
| 2023 | Landtagswahl                | 71,4  | 28,4 | 28,3  | 15,7 | 7,2   | 8,5 | 4,7  | —   | 1,8 | —       | 5,4    |
| 2021 | Bundestagswahl              | 82,5  | 18,9 | 29,4  | 23,0 | 6,7   | 3,8 | 12,2 | —   | 0,7 | —       | 5,3    |
| 2021 | Ortsbeirat                  | 56,7  | 21,6 | 36,6  | 19,7 | 9,7   | —   | 8,7  | —   | 3,7 | —       | —      |
| 2021 | Stadtverordnetenversammlung | 56,8  | 22,1 | 34,3  | 17,8 | 10,2  | 3,9 | 7,7  | —   | 2,1 | —       | 1,91   |
| 2016 | Ortsbeirat                  | 56,6  | 28,1 | 34,2  | 25,7 | —     | —   | 12,0 | —   | —   | —       | —      |
| 2016 | Stadtverordnetenversammlung | 56,5  | 24,1 | 24,2  | 21,9 | 9,8   | 7,4 | 9,0  | —   | 2,4 | —       | 1,22   |
| 2011 | Ortsbeirat                  | 55,3  | 32,9 | 32,4  | 25,5 | —     | —   | 4,0  | —   | —   | 3,4     | —      |
| 2011 | Stadtverordnetenversammlung | 55,1  | 29,4 | 32,2  | 25,5 | 5,4   | —   | 3,8  | —   | 1,3 | —       | 2,53   |
| 2006 | Ortsbeirat                  | 48,9  | 36,6 | 23,2  | 25,1 | —     | —   | 6,6  | —   | —   | 8,5     | —      |
| 2001 | Ortsbeirat                  | k. A. | 40,1 | 25,7  | 21,1 | —     | —   | 4,0  | —   | —   | 7,0     | —      |

Fußnoten
1 2021: zusätzlich: Bienen: 1,2 %; PARTEI: 0,7 %

2 2016: zusätzlich: Piraten: 1,2 %

3 2011: zusätzlich: Piraten: 1,9 %; AUF-Kassel: 0,6 %

## Sehenswürdigkeiten
Sehenswürdigkeiten sind der im Habichtswald liegende Bergpark Wilhelmshöhe mit dem Herkules auf dem Karlsberg sowie dem Schloss Wilhelmshöhe und der Löwenburg, die sich jeweils am Osthang des Bergs – dem Ort der Kasseler Wasserspiele – befinden.

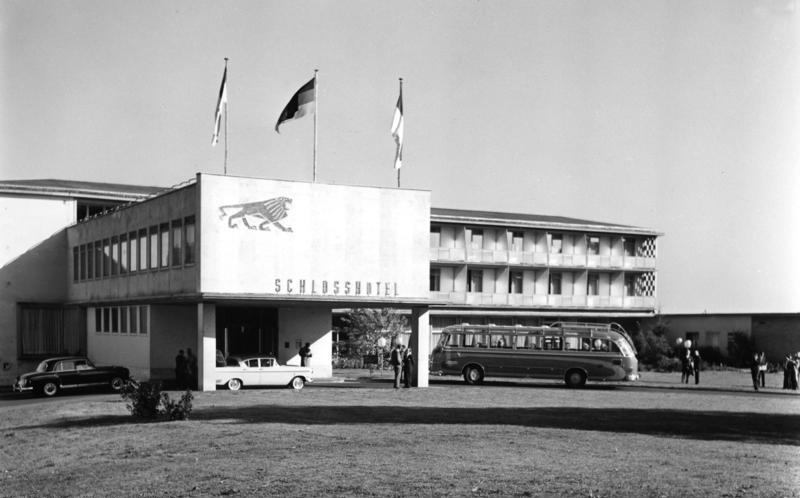
Schlosshotel 1959

Auf Höhe des Schlosses befindet sich unweit von Ballhaus und Großem Gewächshaus das in den 1950er Jahren gebaute Schlosshotel; damals bis weit in die heutige Zeit das erste Haus am Platz. Seit den 1990er Jahren bis ins Jahr 2006 belebte eine Spielbank des Landes Hessen das restaurierte Schlosshotel. Heute geht es darum den denkmalschutzwürdigen Wert des Gebäudes zu ermitteln und einer weiteren Überbauung oder De-Konstruktion vorzuwirken. Neben den Hotels „Hessenland“ am Wilhelmshöher Tor und „Reiss“ am Hauptbahnhof in der Innenstadt gehört auch das Schlosshotel zu den Repräsentanten der Wiederaufbaumoderne.

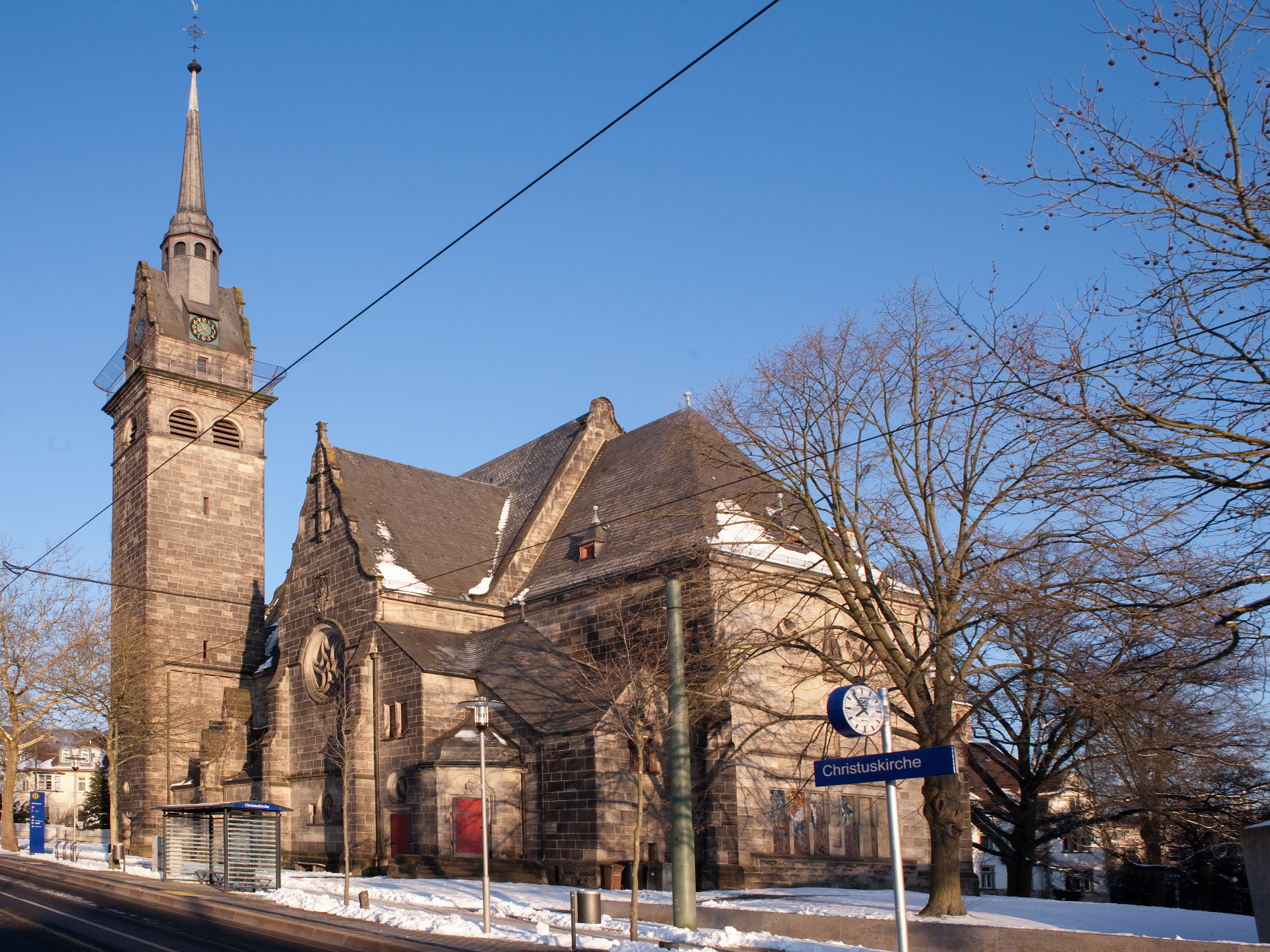
Die Christuskirche in der Landgraf-Karl-Straße

Im bebauten Gebiet des Stadtteils befinden sich die Christuskirche sowie die Überreste der ehemaligen Domäne, aber auch diverse Privatanwesen seit der Gründerzeit – zum Beispiel im Ortsbezirk Mulang.

## Ortsbezirke

### Mulang
Das Villenviertel Mulang ist eine Siedlung im Ortsbezirk Bad Wilhelmshöhe. Es grenzt direkt an den Bergpark Wilhelmshöhe.
Bezüglich der Namensgebung existieren zwei unterschiedliche Begründungen. Einerseits wird davon ausgegangen, dass sich der Name auf das Jagdgebiet eines chinesischen Kaisers („Mulan“) bezog, was sich im Zuge der China-Begeisterung (Chinoiserie) im 18. Jahrhundert vollzog. Anderseits wird die Namensgebung damit begründet, dass sich in der kleinen Siedlung, die heute den Kern des Mulang ausmacht, auch eine Mühle befunden habe. Der französische Name „Moulin“ wurde aber seither von den Kasselern als „Mulang“ ausgesprochen.

### Wahlershausen
Das ehemals eigenständige Dorf Wahlershausen, das sich unmittelbar nordwestlich des Bahnhofs Wilhelmshöhe, direkt nördlich der Wilhelmshöher Allee und unterhalb des Bergpark Wilhelmshöhe befindet, wurde am 1. April 1906 in die Stadt Kassel eingemeindet. Es wird teils von der Drusel durchflossen.
Als Warolfeshusen wird es in einer Urkunde des Klosters Hasungen im Jahr 1123 erstmals erwähnt.
Im westlichen Teil Wahlershausens ist der 1978 gegründete Zoo am Rammelsberg gelegen. Knapp 60 Arten beheimatet dieser hauptsächlich aus Kleintieren bestehende Zoo.

## Marbachshöhe
Die Marbachshöhe ist ein ehemaliges Militärgebiet, welches zum Wohngebiet umgebaut wurde. Sie liegt am südlichen Rand von Wilhelmshöhe und ist durch Bus und Bahn vom Bahnhof Wilhelmshöhe in zwei Minuten zu erreichen. Die Gegend ist geprägt durch ehemalige Kasernen, die nun bewohnt werden, sowie einige Reihenhäuser. Das Zentrum der Marbachshöhe ist der Rohrbachplatz, dieser Platz wird für Basketball, Skateboarding und andere Aktivitäten genutzt. Außerdem haben sich einige kleine Kunstgewerbe und ein großer Technologiepark angesiedelt.
Die Marbachshöhe grenzt an den Marbachsgraben, ein idyllisches kleines Naturschutzgebiet.

## Wirtschaft
Seit 1877 liegt im Bereich der Kurhessen-Therme, nördlich der Wilhelmshöher Allee und unterhalb des Bergparkes, der Betriebshof Wilhelmshöhe der Kasseler Verkehrs-Gesellschaft. Hier ist die „Hauptflotte“ an Straßenbahnen neben dem Betriebshof Sandershäuser Straße, wo die Regiotrams und Busse untergebracht sind, stationiert und werden hier auch in den Werkstätten repariert.
Der Hessische Rundfunk hat in Bad Wilhelmshöhe ein Fernsehstudio und sendet von dort auch das Radioprogramm hr4. Das Studio wurde 1952 gegründet und seit Mitte der 1990er Jahre auf dem Gelände des Gutshofes durch einen Neubau erweitert. Dort gab es in den 1980er Jahren einen Ponyhof.
Das bundesweit tätige Finanzdienstleistungsunternehmen Plansecur hat in Bad Wilhelmshöhe seit 1997 seinen architektonisch sehenswerten Stammsitz an der Einmündung zur Heinrich-Schütz-Allee. Unweit davon entfernt befindet sich in der Monteverdistraße seit 1993 die Hauptverwaltung des regionalen Energieversorgungsunternehmens EAM.
Die Kurhessen-Therme ist ein Thermal-, Spaß- und Erlebnisbad, das 1983 nach einer erfolgreichen Sole-Tiefbohrung am Rand des Bergpark Wilhelmshöhe südlich der Wilhelmshöher Allee eröffnet wurde.
Das Schlosshotel Bad Wilhelmshöhe ist ein 4-Sterne-Superior-Hotel in Bad Wilhelmshöhe. Es erlangte mediale Aufmerksamkeit, als dort am 21. Mai 1970 die zweiten innerdeutschen Gespräche zwischen Bundeskanzler Willy Brandt und dem Ministerpräsidenten der DDR, Willi Stoph, stattfanden.
Der Stadtteil besticht durch seine Vielfalt an inhabergeführten Geschäften, die sich zur größten Interessengemeinschaft von Geschäftsleuten der Stadt zusammengeschlossen haben, der IGW Interessengemeinschaft Bad Wilhelmshöhe. An der Wendeschleife Rolandstraße der KVG befindet sich auch noch eine Post-Geschäftsstelle.

## Gewässer
Bad Wilhelmshöhe wird von der Drusel durchflossen, die im Habichtswald entspringt und unter anderen die Wilhelmshöher Ortsbezirke Mulang und Wahlershausen durchfließt, wonach sie sich in Richtung Westen der Fulda zuwendet. Teiche – also künstlich angelegte Stillgewässer – befinden sich im Bergpark Wilhelmshöhe; dies sind unter anderen der Asch, der Fontänenteich (Ort der Fontäne der Kasseler Wasserspiele) und der Schlossteich (auch Lac genannt).

## Verkehrsanbindung
Die völlig gerade in Ost-West-Richtung verlaufende Wilhelmshöher Allee, die unterhalb des Schloss Wilhelmshöhe beginnt, ist die dominante Hauptverkehrsstraße des Stadtteils, die als eine der Kasseler Hauptachsen teils prachtvoll angelegt in Richtung Osten bis in die Kasseler Mitte und damit zur Innenstadt führt. Das Westende dieser Allee geht über die Tulpenallee in die Rasenallee über, die in Richtung Norden durch Harleshausen und durch die Gemeinde Ahnatal zum Schloss Wilhelmsthal in Calden führt; von dort führen weitere Straßen zum Flughafen Kassel-Calden.
Von der Wilhelmshöher Allee zweigen die Zubringerstraßen zu insgesamt drei Autobahnen ab. Über diese erreicht man beispielsweise die Anschlussstelle Kassel-Bad Wilhelmshöhe (an der Konrad-Adenauer-Straße im Stadtteil Brasselsberg) an der A 44, über die man in Richtung Westen zum Ruhrgebiet und nach Osten zur A 7 und A 49 gelangen kann.
Über den Bahnhof Kassel-Wilhelmshöhe, der unter anderem auch ein Haltepunkt verschiedener ICE-Linien ist, besteht eine Anbindung an das Schienennetz der Deutschen Bahn. Außerdem gibt es zahlreiche ÖPNV-Verbindungen (KVG und NVV), mit denen man zu innerstädtischen Zielen und Orten in Nachbarregionen gelangen kann.

## Persönlichkeiten
- Louis Müller (1842–1898), Architekt
- Hans-Gernot Jung (1930–1991), evangelischer Theologe und Bischof der Evangelischen Kirche von Kurhessen-Waldeck